# Martin Bartholdy
Martin Bartholdy (* 5. Februar 1904 in Altbelgern; † 22. Februar 1965 in Hannover) war ein deutscher Archivar und Schriftsteller.

## Leben
Bartholdy wurde 1904 in Altbelgern bei Mühlberg/Elbe geboren. Bis zum Ende des Zweiten Weltkrieges war er als Dokumentator im Berliner Reichspropagandaministerium beschäftigt und ging anschließend nach Hannover, wo er als Archivar im Landeskirchlichen Archiv arbeitete. Hier initiierte er den Aufbau einer Presseausschnittsammlung, die nicht nur Presseausschnitte, sondern auch kleinere Broschüren und graue Literatur umfasste.
Im Februar 1965 verstarb Bartholdy im Dienst. Seine Presseausschnittsammlung blieb in der Folgezeit für etwa zehn Jahre unangetastet. Erst 1975 wurde sie in kleinerem Umfang weitergeführt. Ein Teil wurde an die Sammlung des Niedersächsischen Heimatbundes unter Walther Lampe abgegeben.

## Nachlass
- Im Stadtarchiv Hannover findet sich ein Nachlass Bartoldy, darunter
  - Hinrich Hesse: Straßen-Namen von Groß-Hannover, Manuskript, circa 1925 bis 1933. Das Manuskript diente dem hannoverschen Archivar Helmut Zimmermann bei der Erstellung seines Buches Die Strassennamen der Landeshauptstadt Hannover. Verlag Hahnsche Buchhandlung, Hannover 1992, ISBN 3-7752-6120-6.[3]
- Im Handschriftenarchiv der Staatsbibliothek Berlin finden sich Teile der Korrespondenz Bartholdys, darunter
  - unter anderem mit dem Tübinger Verleger Paul Siebeck[4]
  - und dem Verlagshaus Vandenhoeck & Ruprecht in Göttingen,[5]

## Werke (Auswahl)
- Der Generalpostmeister Heinrich von Stephan, 1937.
- Bruder Michael. Die Geschichte eines Gottsuchers, 1949.
- Dein ist mein Herz ... Die Geschichte einer romantischen Liebe um F. Schuberts Liederreigen Die schöne Müllerin und Die Winterreise, 1954.
- Der Mann auf der Briefmarke. Das Leben des Generalpostmeisters Heinrich von Stephan, 1957.